# Mauvezin, Gers
Mauvezin (occitanska: Mauvesin) är en kommun i departementet Gers i regionen Occitanien i sydvästra Frankrike. Kommunen ligger i kantonen Mauvezin som tillhör arrondissementet Condom. År 2022 hade Mauvezin 2 275 invånare.

## Befolkningsutveckling
Antalet invånare i kommunen Mauvezin
Referens:INSEE